# Lee Township (comté de Brown, Illinois)
Pour les articles homonymes, voir Lee Township.
Lee Township est un township du comté de Brown dans l'Illinois, aux États-Unis,. 

## Source de la traduction
- (en) Cet article est partiellement ou en totalité issu de l’article de Wikipédia en anglais intitulé « Lee Township, Brown County, Illinois » (voir la liste des auteurs).